# Condado de Milwaukee
O Condado de Milwaukee (em inglês:  Milwaukee County) é um dos 72 condados do estado americano do Wisconsin. A sede e maior cidade do condado é Milwaukee. Foi fundado em 1834.
O condado possui uma área de 3 081 km², dos quais 625 km² estão cobertos por terra e 2 456 km² por água, uma população de 947 735 habitantes, e uma densidade populacional de 1 515,8 hab/km² (segundo o censo nacional de 2010). É o condado mais populoso do Wisconsin e o 45º mais populoso dos Estados Unidos.